# Cahier d'un retour au pays natal
Cahier d'un retour au pays natal est une œuvre poétique d'Aimé Césaire publiée en 1939 (et rééditée en 1947).

## Genèse de l'œuvre et histoire éditoriale
Rédigé en 1936-1939, le Cahier fut d'abord publié en août 1939, dans le n° 20 de la revue Volontés. Sous l'impulsion d'André Breton, une première édition bilingue est publiée par Brentano’s, à New York en 1947, puis la même année en France par les éditions Pierre Bordas dans une édition remaniée.
Dans ce Cahier Aimé Césaire a glissé de nombreuses références à son entourage proche comme lorsqu'il parle de la rue Paille alors même qu'il n'y en a pas à Paris, c'est une référence à la rue Paille de Mulhouse qui est le lieu de naissance de sa professeur de Lettres Mme Masse qui lui a fait aimer la lecture. [réf. nécessaire].

## Structure de l'œuvre
Ce poème se présente comme un long texte d'une quarantaine de pages, sous forme de vers libres. Influencé par le surréalisme, il mêle métaphores audacieuses et expression de la révolte. Le retour à la Martinique s'accompagne de la prise de conscience de la condition inégalitaire des Noirs.
« Au bout du petit matin, une autre petite maison qui sent très mauvais dans une rue très étroite, une maison minuscule qui abrite en ses entrailles de bois pourri des dizaines de rats et la turbulence de mes six frères et sœurs, une petite maison cruelle dont l'intransigeance affole nos fins de mois et mon père fantasque grignoté d'une seule misère, je n'ai jamais su laquelle, qu'une imprévisible sorcellerie assoupit en mélancolique tendresse ou exalte en hautes flammes de colère; et ma mère dont les jambes pour notre faim inlassable pédalent, pédalent de jour, de nuit, je suis même réveillé la nuit par ces jambes inlassables qui pédalent la nuit et la morsure âpre dans la chair molle de la nuit d'une Singer que ma mère pédale, pédale pour notre faim et de jour et de nuit. »
Cette œuvre poétique est l'un des points de départ de la négritude. Aimé Césaire poursuivra sa dénonciation du racisme et du colonialisme avec son Discours sur le colonialisme.
« ma négritude n'est pas une pierre, sa surdité ruée contre la clameur du jour

ma négritude n'est pas une taie d'eau morte sur l'œil mort de la terre 

ma négritude n'est ni une tour ni une cathédrale »
« Comme il y a des hommes-hyènes et des hommes-

panthères, je serai un homme-juif

un homme-cafre

un homme-hindou-de-Calcutta

un homme-de-Harlem-qui-ne-vote-pas

l'homme-famine, l'homme-insulte, l'homme-torture

on pouvait à n'importe quel moment le saisir le rouer

de coups, le tuer - parfaitement le tuer - sans avoir

de compte à rendre à personne sans avoir d'excuses à présenter à personne

un homme-juif

un homme-pogrom

un chiot

un mendigot »

## Réception
Par sa puissance incantatoire et sa révolution lucide, le Cahier d'un retour au pays natal s'est imposé comme une œuvre majeure de la poésie francophone du XXe siècle. André Breton a rendu hommage dans son texte Martinique charmeuse de serpents. Étudiée dans les universités, l'œuvre est entrée au programme des lycées ainsi qu'au programme des ENS Ulm et Lyon pour 2015. En 2003 Jacques Martial a créé un spectacle autour d'extraits choisis du texte, et de 2009 à 2011, elle figure au programme de l'agrégation de lettres modernes au sein du thème de littérature comparée intitulé "Permanence de la poésie épique au XXe siècle".

## Éditions
- Cahier d'un retour au pays natal, in Volontés (revue), no 20, 1939, Paris, 1re édition;
- Retorno al pais natal, Molina, 1943, La Havane, édition espagnole préfacée par Benjamin Péret et illustrée par Wilfredo Lam, 1re édition sous forme de livre;
- Cahier d'un retour au pays natal, Brentano's, 1947, New York, édition bilingue non paginée traduction Lionel Abel et Ivan Goll.
- Cahier d'un retour au pays natal, Paris, Bordas, 1947.
- Cahier d'un retour au pays natal, Présence Africaine, 1956, Paris, 2e édition.
- Cahier d'un retour au pays natal, Présence Africaine, 1960, Paris, 2e édition, préface de Petar Guberina. Rééditions régulières depuis (en 1980, 1983, 1987, 1988, 1995, 2008).

## Traductions
- Zurück ins Land der Geburt / Aimé Cesaire, traduction en allemand de Janheinz Jahn, Suhrkamp Verlag, collection Bibliothek Suhrkamp / no 193, 1967, Frankfurt a. M.
- Cahier d'un retour au pays natal = Return to my native land, Présence Africaine, 1971, Paris, préf. de André Breton, traduction d'Emile Snyder
- Zošit o návrate do rodného kraja, traduction en slovaque de Albert Marenčin, Marenčin PT, 2007.
- The Original 1939 Notebook of a Return to the Native Land, traduction en anglais de A. James Arnold et Clayton Eshelman du texte de 1939 publié dans Volontés, Middleton, CT: Wesleyan University Press, 2013.
- Quadern d’un retorn al país natal / Cahier d’un retour au pays natal, traduction en catalan d'Anna Montero, Edicions del Buc, 2017.

## Études critiques
- Maryse Condé, Cahier d'un retour au pays natal d'Aimé Césaire, analyse critique, Paris, Hatier Profils, 1978.
- Combe, Dominique, Aimé Césaire, "Cahier d'un retour au pays natal", Paris, Presses universitaires de France, 1993.
- Victor Marcellin Hountondji, Le "Cahier" d'Aimé Césaire, événement littéraire et facteur de révolution, Paris, Ed. l'Harmattan, 1993.
- Germain Kouassi, La Poésie de Césaire par la langue et le style : l'exemple du "Cahier d'un retour au pays natal", Paris, Publibook, 2006.
- Pierre Laforgue, « Le Cahier d’un retour au pays natal de 1939 à 1947 (de l’édition Volontés à l’édition Bordas) : étude de génétique césairienne », Études françaises, vol. 48, no 1,‎ 2012, p. 131-179 (lire en ligne).